# Theodore Pell
Theodore Roosevelt Pell (12 mai 1879-18 août 1967) est un joueur américain de tennis. Pell a été le seul participant américain aux épreuves de tennis aux Jeux olympiques d'été de 1912. Il a été introduit au International Tennis Hall of Fame en 1966.